# Tjängvidestenen
Tjängvidestenen är en run- och bildsten funnen inmurad i en källare vid Tjängvide gård i Alskogs socken på Gotland år 1844. Den är daterad till mellan 700- och 900-talet. Stenen förvaras nu på Historiska museet i Stockholm, vilket även har tagit sin logotyp från en av bilderna på stenen.

## Stenen
Stenen består av kalksten och är 170 cm hög, 30 cm tjock och som mest 120 cm bred. Den är något skadad i sin nedre del och övre halvan är bruten, men båda delarna finns bevarade. Den antas vara av hedniskt ursprung då inga kors eller andra kristna tecken funnits på den. Man vet idag inte om det finns något samband mellan bilderna och de personer som nämns i runorna, då man bara kan tolka vad bilderna föreställer och texterna är mycket ofullständiga. 

## Bilder

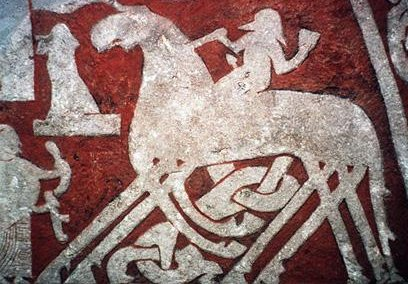
Detalj: Oden på Sleipner.

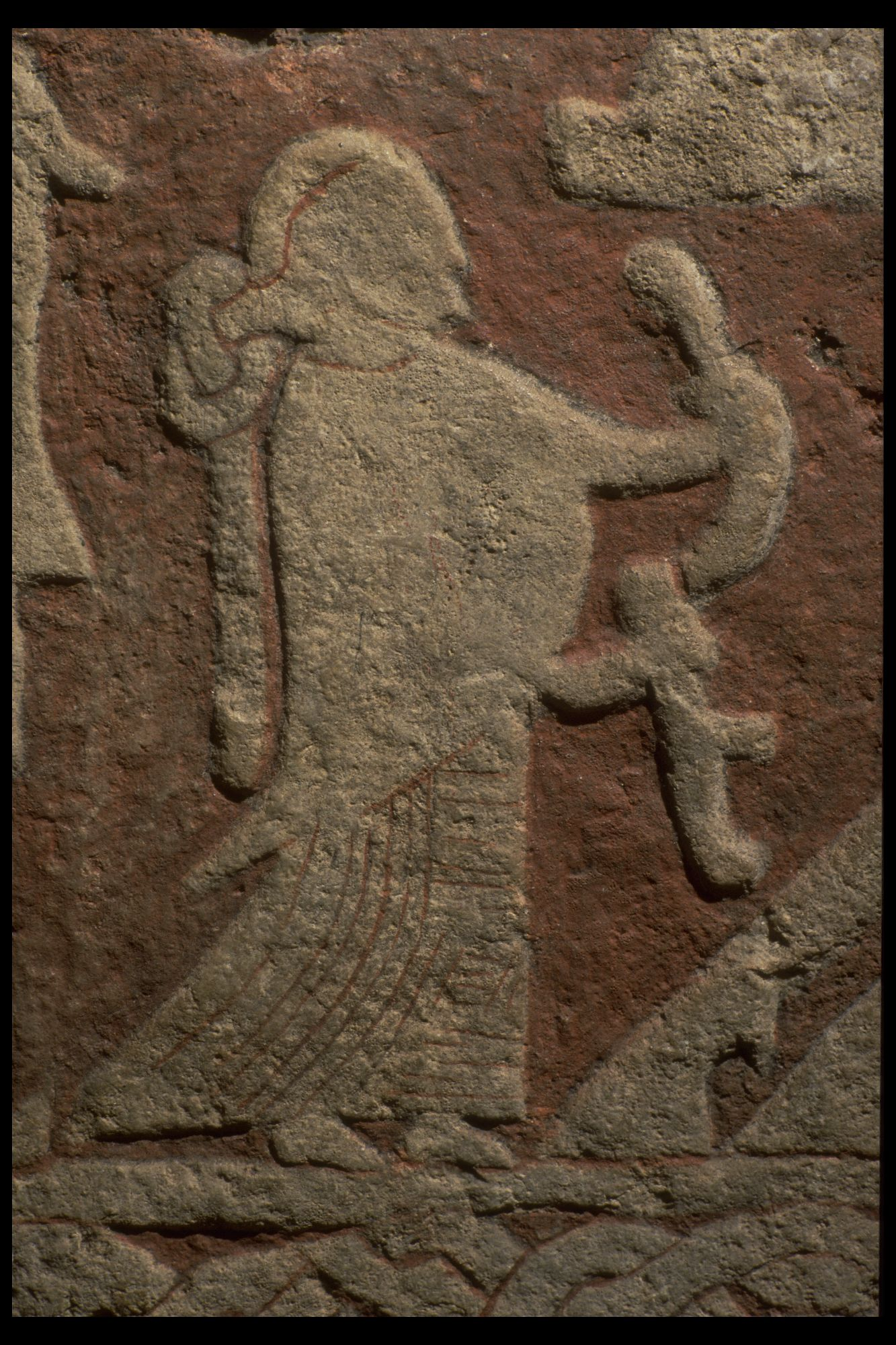

Tjängvidestenens framsida består av två fält men bilder, ett övre och ett lägre. Runt hela stenen och mellan bilderna löper ett flätmönster som påminner om valknutar. I det övre fältet framställs en stor, åttafotad häst med en liten ryttare, som får ett välkomsthorn av en kvinna. Det finns också ett par andra människofigurer, ett fyrfotadjur och några mindre tydliga bilder.
Det nedre fältet fylls nästan helt av ett långskepp med högt uppstigande för- och akterstäv och ett segel nästan lika brett som skeppets längd.

### Tolkningar
Den åttafotade hästen antas vara Sleipner och ryttaren antingen Oden eller en död krigare som rider in till Valhall. Kvinnan tros då vara en valkyria. En annan tolkning går ut på att ryttaren är Sigurd Fafnesbane som välkomnas av Gudrun Gjukadotters moder vid ankomsten till gjukungarnas hov ridande på hästen Grane, en ättling till Sleipner. Det är också möjligt att hästens åtta ben endast symboliserar snabbhet och att ryttaren lever och välkomnas hem av sin hustru. Utöver dryckeshornet bär kvinnan något annat som möjligen kan vara en nyckel hon överlämnar till ryttaren.
Mansfiguren närmast bakom kvinnan verkar bära en båge och är kanske den avlidne på jakt och fyrfotadjuret bakom kvinnan hans hund.
Figuren ovanför ryttaren skulle kunna vara man hängd i ett träd. Anledningen till att figuren ligger är då rena utrymmesskäl. En annan tolkning är att det är två krigare som slåss i Valhall.

## Inskriptioner
Det finns två runinskriptioner på stenen; en till vänster i den övre fältet och en till höger i det nedre. Den övre är sliten och det enda som går att urskilja är runraden fuÞorkhn
Runinskriften till höger om det nedre fältet är skadad, och det är möjligt att en stor del av texten saknas i dess nedre del där stenen är trasig. Båda två är skrivna med kortkvistrunor utan mellanrum eller punkter för att skilja orden åt. 
Translitterering av runraden:
§A fuþorkhn... ...fuþr-... 
§B ... (r)aisti stainin aft iurulf bruþur sin ÷ sikuif(i)r(t)(u)(a)(n)k(i)sifil
Normalisering till runsvenska:
§A fuþork ... 
§B ... ræisti stæininn aft Hiorulf/Iorulf, broður sinn ...
Översättning till nusvenska:
§A fuþork ... 
§B ... reste stenen efter Hjorulf, sin broder  ...
Sophus Bugge läser den sista mening som sikuifartuirkunifil och översätter som "Sigvifs man dog, han föll i strid." eller "Sigvi dog på en resa, hennes man föll i strid." Brate läser verbet "sveka" istället för namnet Sigvi och översätter "Venderna sveko honom på färden, han föll i strid».